# TimeLine 3D
TimeLine 3D ist ein Präsentationsprogramm für das Betriebssystem Mac OS X und iOS/iPadOS. Es wurde von dem US-amerikanischen Unternehmen Beedocs entwickelt.
TimeLine 3D erzeugt Zeitleisten, die Texte, Grafiken, Hyperlinks und Anmerkungen enthalten können. Die Software hilft dabei mit vielen Werkzeugen, die Inhalte zu platzieren. Historische und chronologische Ereignisse lassen sich so grafisch ansprechend darstellen.
Ausgeben kann das Programm auf dem Drucker, als PDF, zu QuickTime oder Keynote. Der 3-D-Teil von TimeLine rückt die Ereignisse beim Abspielen optisch in den Vordergrund.

## Produktvarianten
Anfang gab es das Produkt nur für Mac. Seit Dezember 2012 ist auch eine Version für iOS erhältlich; die später gleichzeitig auch kompatibel für iPadOS ist. 
Eine Zeitlang gab es eine abgespeckte und preisgünstigere Variante Easy TimeLine – dieser Vertrieb wurde eingestellt nach Umstellung auf verschiedene App-In-Kauf-Varianten im App Store. Der Vertrieb für Mac bzw. der iOS/iPad-Variante verfolgt inzwischen ausschließlich über den App Store.
Zusätzlich gibt es eine Einmalkauf-Vollversion, als sogenannte „Education Edition“ mit grünem Icon, um den Rollout in Organisationen zu erleichtern (ohne App-In-Kauf) jeweils für Mac und iOS/iPad.